# 交響的変奏曲 (ドヴォルザーク)
交響的変奏曲 作品78 B.70（チェコ語: Symfonické variace pro orchestr）は、アントニン・ドヴォルザークが作曲した管弦楽作品。ブラームスの『ハイドンの主題による変奏曲』の影響が少なからず指摘されている。

## 作曲の経緯
作品の構想は1877年の始め頃から行われ、8月6日に作曲に着手するが、オペラ『いたずら農夫』の作曲のために延ばしたため、オーケストレーションが完成されたのは同年の9月28日のことであった。この時の作品番号（Op.）は38が与えられた。
初演は同年の12月2日にプラハでルデヴィート・プロハスカの指揮する劇場の管弦楽団によって行われたが、作品番号は40と変更されている。その後約10年間は演奏されていなかったが、1887年の3月6日にドヴォルザークの指揮で行われたプラハのルドルフィヌムでの演奏会で、大きな反響を受けたため、当時イギリスでの公演を控えていたウィーン・フィルハーモニー管弦楽団の指揮者ハンス・リヒターにこの作品を演奏するように依頼している。5月と12月に行われたイギリスでの公演は成功を収めたため、翌1888年にジムロック社から作品78として出版された。

## 楽器編成
フルート2（ピッコロ持ち替え）、オーボエ2、クラリネット2、ファゴット2、ホルン4、トランペット2、トロンボーン3、ティンパニ、トライアングル、弦五部

## 構成
ハ長調の主題と28の変奏から構成され、演奏時間は約24分。なお主題は1877年の初頭に作曲された男声合唱曲『3つの歌』 (B.66) からの第3曲「私は流しのヴァイオリン弾き」（Ja jsem huslar）である（この主題は1876年のピアノ協奏曲に原型が見られる）。また全体は以下の4つの部分に分けることが可能である。
- 第1部分:主題、第1変奏、第2変奏、第3変奏
- 第2部分:第4変奏 - 第16変奏
- 第3部分:第17変奏 - 第26変奏
- 第4部分:第27変奏 - 第28変奏(フィナーレ)